# Новокаховская городская община
Новокаховская городская община (укр. Новокаховська міська громада) — территориальная община в Каховском районе Херсонской области Украины.
Создана в ходе административно-территориальной реформы 2 октября 2018 года путём присоединения Днепрянского поселкового совета к Новокаховскому городскому совету областного значения.
Своё название община получила от названия административного центра, где размещены органы власти — города Новая Каховка.

## Населённые пункты
В состав общины входят 11 населённый пунктов: город Новая Каховка, 5 посёлков (Днепряны, Казацкое, Весёлое, Райское, Тополевка) и 5 сёл (Корсунка, Масловка, Новые Лагери, Обрывка и Песчаное).

## История общины
Образована 2 октября 2018 года путём присоединения Днепрянского поселкового совета к Новокаховскому городскому совету областного значения.
24 декабря 2019 года в результате добровольного присоединения к общине присоединился Райский сельский совет.
В июле 2020 года община вошла в состав созданного Каховского района.
С марта 2022 года община находится под российской оккупацией в ходе вторжения России в Украину. В ноябре того же года правобережная часть общины была освобождена подразделениями ВСУ